# Barnatorkú aratinga
A barnatorkú aratinga (Eupsittula pertinax), korábban barnaarcú aratinga, a madarak osztályának papagájalakúak (Psittaciformes) rendjébe és a papagájfélék (Psittacidae) családjába tartozó faj.

## Rendszerezése
A fajt Carl von Linné svéd természettudós írta le 1758-ban, a Psittacus nembe Psittacus pertinax néven. Korábban az Aratinga nembe sorolták Aratinga pertinax néven.

## Alfajai
- Eupsittula pertinax aeruginosa (Linnaeus, 1758)
- Eupsittula pertinax arubensis (Hartert, 1891)
- Eupsittula pertinax chrysogenys (Massena & Souance, 1854)
- Eupsittula pertinax chrysophrys (Swainson, 1838)
- Eupsittula pertinax griseipecta Meyer de Schauensee, 1950
- Eupsittula pertinax lehmanni Dugand, 1943
- Eupsittula pertinax margaritensis (Cory, 1918)
- Eupsittula pertinax ocularis (P. L. Sclater, 1865)
- Eupsittula pertinax paraensis Sick, 1959
- Eupsittula pertinax pertinax (Linnaeus, 1758)
- Eupsittula pertinax surinama Zimmer & W. H. Phelps, 1951
- Eupsittula pertinax tortugensis (Cory, 1909)
- Eupsittula pertinax venezuelae Zimmer & W. H. Phelps, 1951
- Eupsittula pertinax xanthogenia (Bonaparte, 1850)

|  |  |  |

## Előfordulása
Costa Rica, Panama, Aruba, Suriname, Francia Guyana, Guyana, Brazília, Kolumbia és Venezuela területén honos. Természetes élőhelyei a szubtrópusi vagy trópusi síkvidéki esőerdők, száraz erdők és cserjések, valamint szántóföldek és legelők. Vonuló faj.

## Megjelenése
Átlagos testhossza 25 centiméter, testtömege 76-102 gramm.

## Természetvédelmi helyzete
Az elterjedési területe rendkívül nagy, de csökken, egyedszáma pedig növekszik. A Természetvédelmi Világszövetség Vörös listáján nem fenyegetett fajként szerepel.